# Municipio de Zapopan
El municipio de Zapopan es uno de los 125 municipios del estado mexicano de Jalisco. Su cabecera es la localidad de Zapopan. Se localiza en la región centro del estado, en la macrorregión del Bajío Occidente o Centro Occidente de México. Es el municipio más poblado del Área metropolitana de Guadalajara
El municipio posee una población de 1,47 millones de habitantes siendo el séptimo más poblado de México (censo 2020).
Zapopan, es, a nivel nacional, el décimo municipio con mayor PIB de México, con 507,147 millones de pesos en (2024), estando por detrás de Apodaca y Saltillo, es el municipio con más IDH de Jalisco, así como uno de los 50 municipios con mayor IDH y PIB per cápita en México.

## Geografía
El municipio de Zapopan colinda al norte con el municipio de San Cristóbal de la Barranca; al este con los municipios de Ixtlahuacán del Río y Guadalajara; al sur con los municipios de San Pedro Tlaquepaque y Tlajomulco de Zúñiga; y al oeste con los municipios de Tala, El Arenal, Amatitán y Tequila.

## Demografía

### Localidades
En el censo de 2020 el municipio de Zapopan contaba con 210 localidades.
| Código INEGI      | Localidad              | Población (2020) |
| ----------------- | ---------------------- | ---------------- |
| 141200001         | Zapopan                | 1 257 547        |
| 141200231         | San Francisco Tesistán | 91 631           |
| 141200758         | Valle de los Molinos   | 39 327           |
| 141200430         | Campestre las Palomas  | 14 049           |
| 141200062         | La Cuchilla            | 13 242           |
| 141200750         | Campo Real             | 6 936            |
| 141200243         | La Venta del Astillero | 5 485            |
| 141200763         | El Campestre           | 4 173            |
| 141200139         | Nextipac               | 4 052            |
| 141200757         | Mirador del Bosque     | 3 584            |
| 141200756         | Amaranto Residencial   | 3 558            |
| 141200206         | San Esteban            | 2 969            |
| 141200753         | Palermo                | 2 902            |
| 141200761         | La Moraleja            | 2 431            |
| 141200755         | Residencial Albaterra  | 2 392            |
| 141200022         | La Primavera           | 2 384            |
| 141200356         | Ejido Copalita         | 2 034            |
| 141200738         | Puerta del Llano       | 1 933            |
| 141200764         | Hacienda Copala        | 1 590            |
| 141200313         | Pinar de la Venta      | 1 543            |
| Otras localidades | Otras localidades      | 12 729           |
| Total municipal   | Total municipal        | 1 476 491        |

## Gobierno
Al igual que en el resto de los municipios en México, Zapopan es regido por un presidente municipal quien ejerce el poder ejecutivo durante tres años consecutivos; dicho cargo es ocupado, desde el 1 de octubre de 2021, por Juan José Frangie, del Partido Movimiento Ciudadano. El poder legislativo recae sobre el cabildo, ocupado por personas elegidas por los ciudadanos habitantes del municipio en elecciones que se celebraron, hasta 2018, el primer domingo de julio, y desde el año 2021, las elecciones se efectúan el primer domingo de junio.
El municipio está dividido en cuatro distritos electorales, para fines de la elección de los representantes de la ciudad en el poder legislativo federal. Dichos distritos son el IV, VI, X y comparte el distrito XIII con Tlaquepaque.
El Ayuntamiento de Zapopan es responsable de proveer los servicios públicos de las localidades dentro del municipio: agua potable, drenaje, alumbrado público, seguridad pública, regulación del tráfico, mantenimiento de los parques, jardines y cementerios y la planeación urbana. Participan en la educación pública, en los servicios de rescate y emergencia, la protección ambiental y en el mantenimiento de los parques y monumentos históricos. También tienen la facultad de recaudar impuestos prediales y otros pagos, aunque puede obtener más fondos del gobierno del estado de Jalisco y el gobierno federal.

### Presidentes municipales
| Presidente municipal            | Periodo   | Partido | Partido                              |
| ------------------------------- | --------- | ------- | ------------------------------------ |
| Carlos Rivera Aceves            | 1988-1990 |         | Partido Revolucionario Institucional |
| Jorge Humberto Chavira Martínez | 1992-1995 |         | Partido Revolucionario Institucional |
| José María Hernández Quintero   | 1995-1997 |         | Partido Acción Nacional              |
| José Cornelio Ramírez Acuña     | 1997-2000 |         | Partido Acción Nacional              |
| Macedonio Támez Guajardo        | 2000-2003 |         | Partido Acción Nacional              |
| Arturo Zamora Jiménez           | 2003-2006 |         | Partido Revolucionario Institucional |
|                                 | 2006      |         |                                      |
| Juan Sánchez Aldana Ramírez     | 2006-2009 |         | Partido Acción Nacional              |
| Héctor Vielma Ordóñez           | 2009-2012 |         | Partido Revolucionario Institucional |
| Héctor Robles Peiro             | 2012-2015 |         | Partido Revolucionario Institucional |
| Pablo Lemus Navarro             | 2015-2018 |         | Movimiento Ciudadano                 |
| Pablo Lemus Navarro             | 2018-2021 |         | Movimiento Ciudadano                 |
| Juan José Frangie Saade         | 2021-2024 |         | Movimiento Ciudadano                 |